# Kościół św. Mikołaja w Polance Wielkiej
Kościół św. Mikołaja w Polance Wielkiej – obecnie nieużytkowany drewniany kościół znajdujący się w Polance Wielkiej w powiecie oświęcimskim, w województwie małopolskim. Wybudowany w I połowie XVI wieku, w 1658 przebudowany w stylu barokowym, do roku 1991 kościół parafialny parafii św. Mikołaja w Polance Wielkiej, następnie funkcję tę przejąła nowa świątynia pw. Narodzenia Najświętszej Maryi Panny. Kościół znajduje się na Szlaku Architektury Drewnianej województwa małopolskiego.

## Budowa kościoła
Świątynia ma konstrukcje zrębową o ścianach oszalowanych pionowo z listowaniem i usztywnione lisicami. Nawa i prezbiterium pokryte są jednolitym dachem wielopołaciowym o jednej kalenicy. Przy prezbiterium znajduje się zakrystia zamknięta wielobocznie. Od strony zachodniej do nawy kościoła przylega dwukondygnacyjna wieża o konstrukcji słupowo- ramowej i o ścianach oszalowanych pionowo i poziomo. Wieża pokryta jest hełmem kopulastym zwieńczonym obeliskiem z blachy. Nad świątynia znajduje się sześcioboczna wieżyczka sygnaturkową z pozorną latarnią. 

Świątynia jest wyposażona w rokokowe ołtarze z XVIII wieku, z tego samego okresu marmurowa chrzcielnica oraz ambona. Na chórze muzycznym znajdują się organy z 1735 roku. Ich autorem jest Wawrzyniec Harbutowski. 

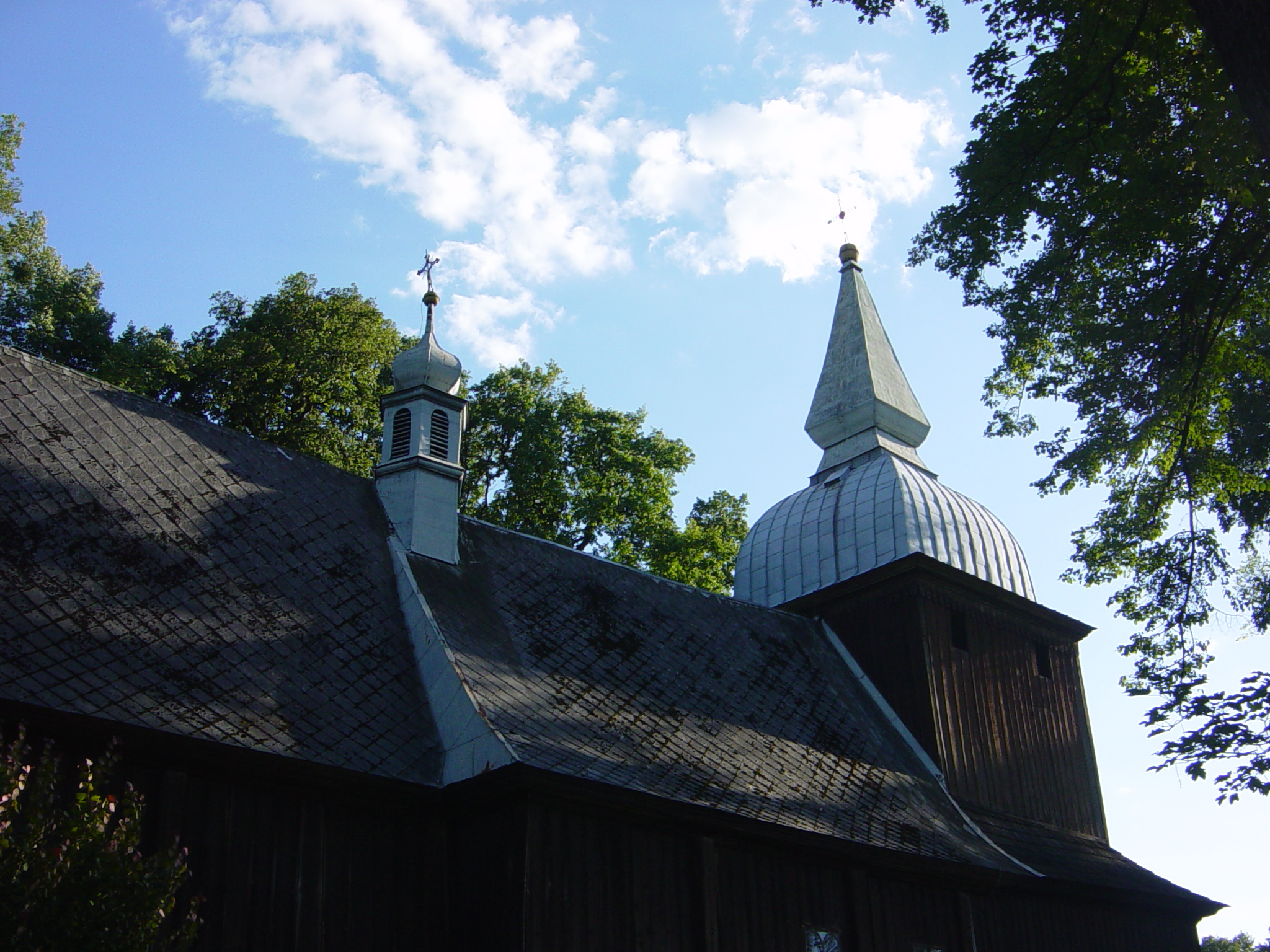
Kościół św. Mikołaja w Polance Wielkiej
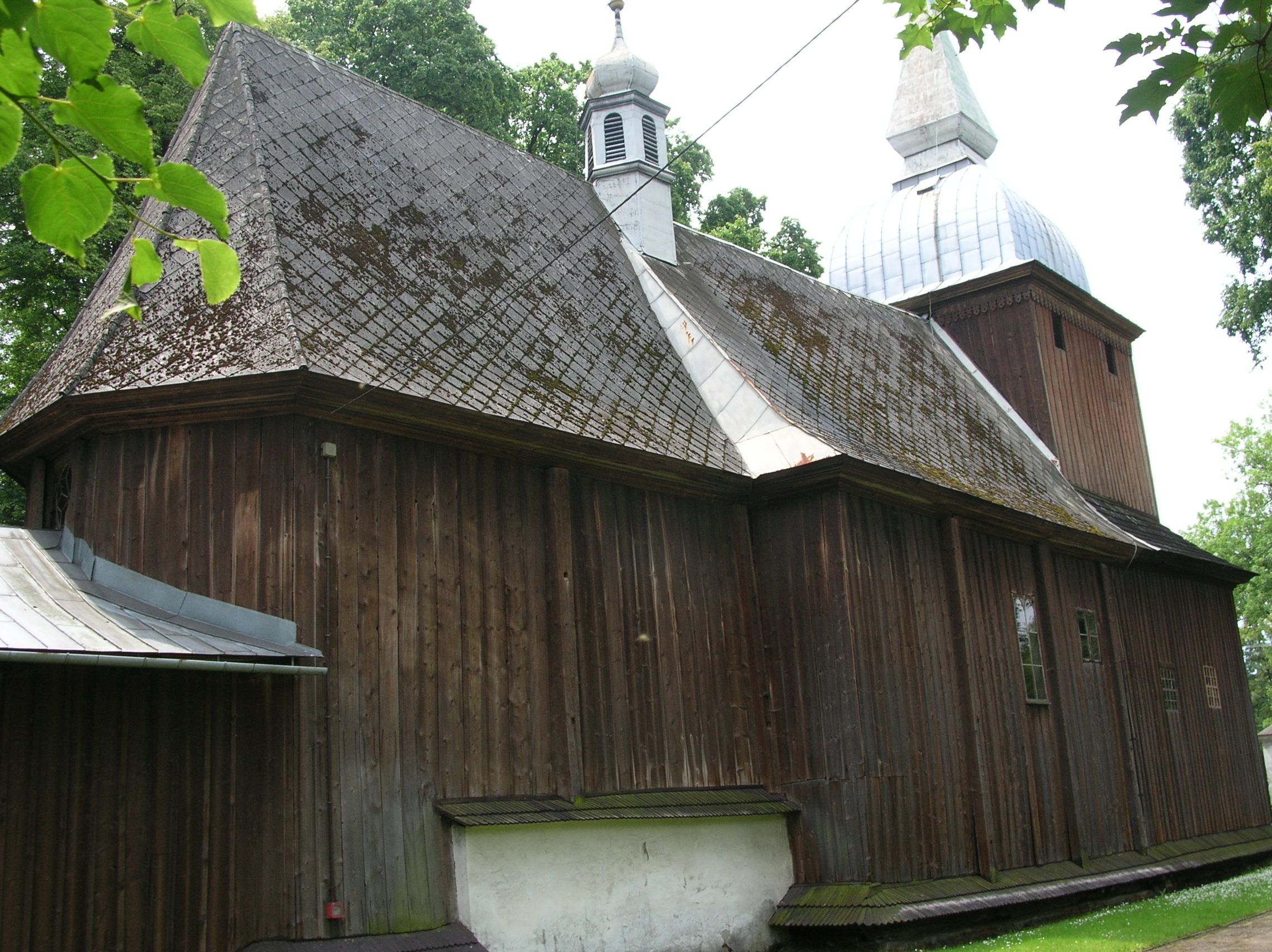
Oszalowanie ścian
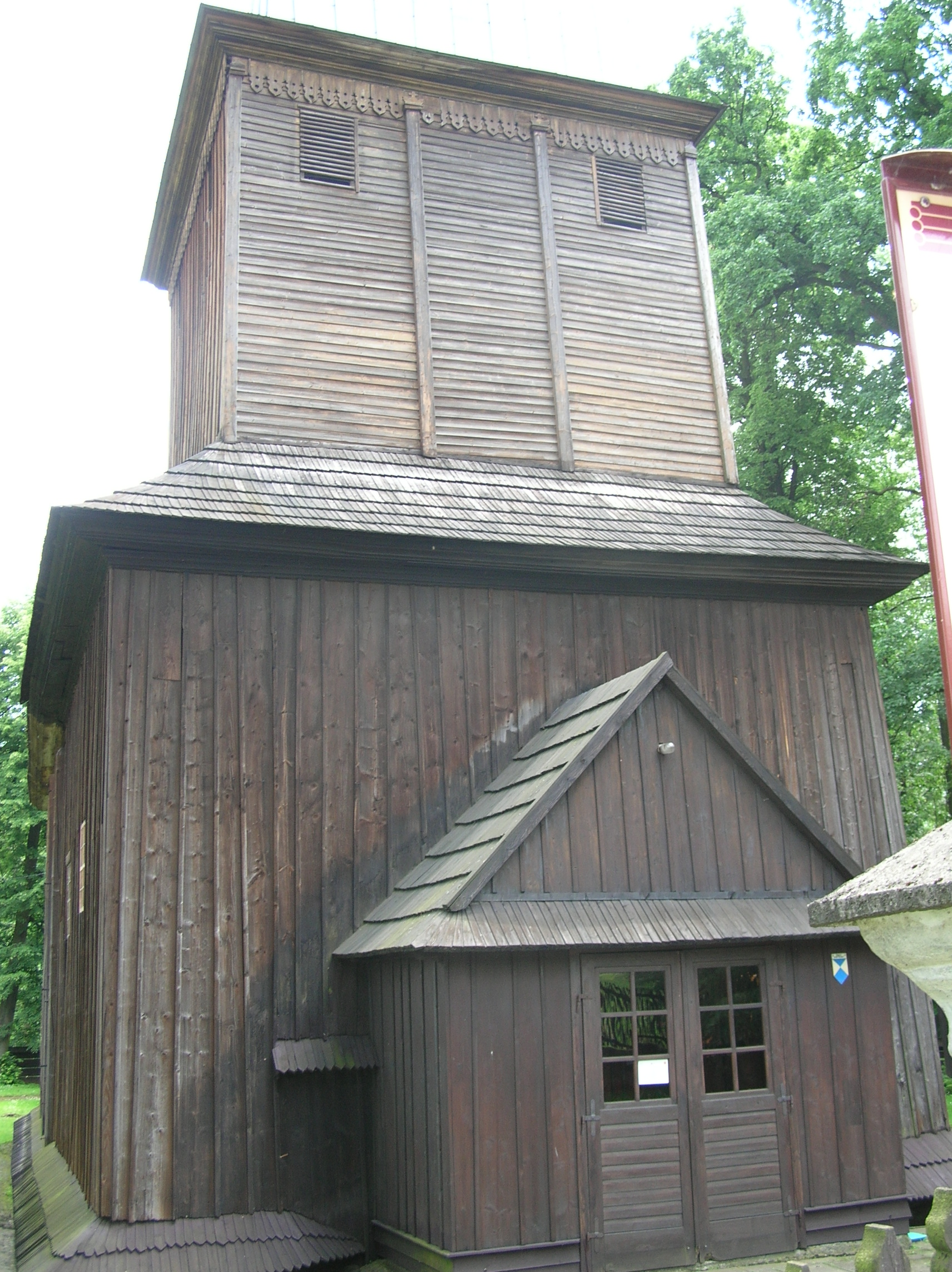
Wieża z przedsionkiem